# Lukas Sepp
Lukas Sepp (* 3. November 1996 in Marktoberdorf) ist ein deutscher Futsalnationalspieler.

## Sportlicher Werdegang

### Fußball
Der gebürtige Allgäuer begann seine Karriere im Alter von 4 Jahren in der Fußballabteilung des TSV Unterthingaus. Nach einigen Wechseln zu größeren regionalen Fußballvereinen lief der Mittelfeldspieler bei den Senioren für den VFB Durach auf, wo er in der Saison 2015/16 insgesamt 15 Pflichtspiele absolvierte. Aufgrund seines Studiums an der Deutschen Sporthochschule Köln zog er 2016 nach Köln, wo er ein Pflichtspiel für die SC Borussia Lindenthal-Hohenlind bestritt. Gleichzeitig begann er für die zweite Mannschaft der Futsal Panthers Köln zu spielen, da er bereits in seiner Jugend am liebsten in der Halle spielte. Nach einem kurzen Zeitraum, in der er Futsal und Fußball parallel spielte, beschloss er 2017 sich auf Futsal zu fokussieren und die aktive Fußballkarriere zu beenden.

### Futsal

#### Verein
Nach einigen absolvierten Spielen für die zweite Mannschaft der Futsal Panthers Köln in der Saison 2016/17 wurde Sepp von Trainer Daniel Gerlach in die Futsal-Mittelrheinauswahl berufen und erreichte zusammen mit der Auswahlmannschaft einen 4. Platz beim Futsal-Landesauswahlturnier. In derselben Winterpause wurde er in die erste Mannschaft der Futsal Panthers Köln hochgezogen und verpasste knapp die Qualifikation zur Deutschen Futsal-Meisterschaft. In der Saison 2017/18 durfte Sepp seinen bisher größten Erfolg auf Vereinsebene feiern, die Deutsche Futsal-Vizemeisterschaft. Anschließend schied er in der Saison 2018/19 mit den Futsal Panthers Köln im Viertelfinale der Deutschen Futsal-Meisterschaft aus.

#### Nationalmannschaft
Sepps Debüt für die deutsche Futsalnationalmannschaft war am 24. September 2018 bei der 2:4-Niederlage gegen Georgien. Seitdem bestritt er insgesamt 18 offizielle Spiele für Deutschland. Sein erstes Tor für die deutsche Futsalnationalmannschaft schoss er am 1. Dezember 2018 in der schweizerischen Mobiliar Arena. Bisheriger Höhepunkt seiner Karriere ist das historisch erstmalige Weiterkommen der deutschen Futsalnationalmannschaft in die zweite Runde der WM-Qualifikation.

## Sonstiges
Im Laufe seines Studiums an der Deutschen Sporthochschule Köln verfasste Sepp das Buch Konditionelles Anforderungsprofil im Futsal und daraus resultierende Trainingskonsequenzen. In diesem Buch untersuchte er das konditionelle Anforderungsprofil im Futsal, leitete daraus Konsequenzen für das Training ab und entwickelte Methoden für das praxisnahe Training von Futsal-Spielern.
Sepp ist Gründer und Entwickler von Balltastic, einer sportmotorischen Grundlagenausbildung für Kinder ab zwei Jahren. In diesem Konzept vermittelt er die Kernaspekte, die ihn zum Leistungssportler gemacht haben: Spaß an der Bewegung und eine optimale sportmotorische Grundlagenausbildung.